# Matúš Putnocký
Matúš Putnocký (* 1. listopadu 1984 Prešov) je slovenský fotbalový brankář, od července 2016 hráč polského Lechu Poznań. Mimo Slovensko působil na klubové úrovni v Polsku. Jeho fotbalovými vzory jsou Petr Čech a Kaká, oblíbeným celkem AC Milán.

## Klubová kariéra
Svoji fotbalovou kariéru začal v klubu BŠK Bardejov, jehož je odchovanec. V září 2003 zamířil do týmu FC Steel Trans Ličartovce, odkud se v zimním přestupovém období sezony 2003/04 vrátil na půlroční hostování do Bardejova. V létě 2005 se Steel sloučil s mužstvem MFK Košice, kde Putnocký pokračoval ve své kariéře. V klubu hrál nejprve za rezervu a následně nastupoval i za A-tým

### ŠK Slovan Bratislava
Před ročníkem 2009/10 přestoupil do Slovanu Bratislava k nelibosti tehdejšího košického trenéra Jána Kozáka.
V bratislavském mužstvu se stal jedničkou a krátce po svém příchodu se podílel na zisku slovenského Superpohár. Na jaře 2010 se Slovanem vyhrál domácí pohár a v sezoně 2010/11 získal s klubem „double“. Na podzim 2011 se se Slovanem představil ve skupinové fázi Evropské ligy UEFA 2011/12. V létě 2012 o jeho služby projevil zájem Rapid București z Rumunska, který za něj nabídl údajně sto tisic euro, ale k přestupu nakonec nedošlo. V lednu 2013 prodloužil se Slovanem stejně jako jeho tehdejší spoluhráč Erik Grendel kontrakt do léta 2016. Získat double, tedy vítězství v lize i ve slovenském poháru se týmu povedlo i v sezoně 2012/13. V prvním domácím zápase druhého předkola Ligy mistrů UEFA 2013/14 17. července 2013 proti bulharskému celku PFK Ludogorec Razgrad pustil ve druhém poločase za bezbrankového stavu laciný gól, když mu vypadla střela z dálky, kterou dopravil do sítě dobíhající finský obránce Ludogorce Tero Mäntylä. Slovanu se ale povedl obrat na konečných 2:1. Odvetu celek nezvládl, když na půdě soupeře prohrál v poměru 0:3 a vypadl.
Před jarní částí ročníku 2013/14 se do mužstva vrátil Dušan Perniš. Putnocký trénoval pouze s třetiligovou rezervou a jeho pozice byla nejistá. Nakonec odešel na půl roku hostovat do klubu FC Nitra. Na konci sezony 2013/14 získal Slovan ligový titul, na němž se částečně podílel. V létě 2014 přišel do týmu český trenér František Straka a upřednostnil na pozici brankářské jedničky Perniše a dvojky Martina Polačka. Putnocký nechytal a toužil po odchodu do ciziny. Celkem za tým odehrál 126 ligových utkání.

### FC Nitra (hostování)
V březnu 2014 odešel kvůli většímu zápasovému vytížení společně s Radoslavem Augustínem na hostování do Nitry. Na jaře 2014 odchytal za mužstvo 12 ze 14 střetnutí v lize, ale sestupu do druhé nejvyšší slovenské soutěže nezabránil.

### MFK Ružomberok
V průběhu ročníku 2014/15 předčasně ukončil se Slovanem smlouvu a jako volný hráč se upsal prvoligovému klubu MFK Ružomberok, kam přišel po oficiálním konci přestupového období se statutem amatéra a domluvil se na angažmá do konce roku 2014 s případným prodloužením. Týmu, kterému se nevydařil vstup do podzimní části sezony, pomohl k posunu v tabulce a během podzimu 2014 si připsal celkem šest ligových startů.

### Ruch Chorzów
V lednu 2015 se dočkal vytouženého zahraničního působiště, když se stal posilou polského Ruchu Chorzów, se kterým uzavřel půlroční smlouvu s následnou opcí na prodloužení spolupráce. V létě 2015 mužstvo využilo předkupní právo a podepsalo s Putnockým nový kontrakt do konce sezony 2016/17 s opcí. V Ruchu byl oporou a během jedenapůlletého angažmá odchytal v lize 52 zápasů.

### Lech Poznań
Před ročníkem 2016/17 ho vykoupil jiný polský celek, konkrétně Lech Poznań a podepsal s ním smlouvu na tři roky. V ročníku 2016/17 vychytal celkem 18krát čisté konto v Ekstraklase, k vyrovnání rekordu Łukasze Fabiańského v počtu čistých kont za sezónu mu chyběl jediný zápas bez inkasované branky. Lech bojoval až do konce o titul, nakonec skončil na 3. místě. Putnocký však byl zvolen brankářem sezóny 2016/17.

## Reprezentační kariéra

### A-mužstvo
V březnu 2013 figuroval v nominaci slovenského národního týmu jako třetí brankář pro kvalifikační zápas s Litvou (22. března) a přátelské utkání se Švédskem (26. března, oba zápasy se odehrály v Žilině na stadiónu Pod Dubňom).